# تورین سیاه
تورین سیاه (انگلیسی: Black Turin) یک فیلم به کارگردانی کارلو لیتزانی است که در سال ۱۹۷۲ منتشر شد. از بازیگران آن می‌توان به باد اسپنسر، ویتوریو دوسی، نیکولا دی باری، سارو اورزی، جولیانا ریورا و جیجی بالیستا اشاره کرد.